# Aula alla deriva
Aula alla deriva (漂流教室?, Hyōryū kyoshitsu), talvolta nota con il titolo internazionale The Drifting Classroom, è una serie manga shōnen di genere horror creata da Kazuo Umezu, pubblicata nel 1972-74 in 11 volumi.
La storia è stata una prima volta adattata in un film live action nel 1987, ambientata in una moderna scuola internazionale a Kōbe: interpretato da Hayashi Yasifumi e Aiko Asano, è abbastanza insolito tra le pellicole cinematografiche nipponiche in quanto la maggior parte dei dialoghi è in lingua inglese. In seguito ne è stata tratta una pellicola cinematografica del 1995 intitolata Drifting School con la partecipazione di Drake Bell al suo debutto come attore.
In Italia il manga è stato pubblicato da 001 Edizioni in 3 volumoni dal 31 agosto 2017 al 29 marzo 2018 sotto l'etichetta Hikari.
Un remake più moderno e tutto in lingua giapponese è stato realizzato nel 2002 come dorama in 11 puntate dal titolo The Long Love Letter, il quale ha parzialmente tramutato la trama in una storia d'amore tra i due più giovani insegnanti protagonisti.

## Trama
Il giovane Sho, un alunno di sesta, si sta dirigendo a piedi come ogni mattina in direzione della propria scuola; ha appena litigato con la madre per, ancora una volta, il disordine che regna sovrano nella sua stanza. Appena entrato in classe non fa in tempo a sedersi al banco che un'improvvisa quanto fortissima scossa di terremoto scuote l'intero edificio; successivamente gli studenti e i docenti rimasti all'interno si accorgono che la scuola è stata in un qualche modo misterioso trasportata nel bel mezzo d'un deserto.
Alcuni incominciano ad addentrarsi e vagare attraverso quell'arido paesaggio lunare in cerca d'indizi che li possa mettere al corrente della situazione in cui si son venuti a trovare: un ragazzo più grande, Yu, mostra a Sho una specie di lapide sepolta nella polvere che commemora la scomparsa della loro scuola. Ciò indica senza alcun ombra di dubbio che in un qualche modo sono atterrati in un futuro prossimo!
Come verranno a sapere in seguito, l'intero pianeta ha subito una serie di disastri ambientali un po' di tempo dopo dalla deformazione spaziotemporale da loro subita.
Di fronte ad un tal sviluppo abbastanza inaspettato e decisamente spaventoso, molti degli adulti e anche degli studenti presenti iniziano a perdere le normali facoltà raziocinanti: alcuni di loro anzi divengono quasi completamente pazzi. Uno dei sensei fino a quel momento più stimati, Wakahara, si mette a assassinare i colleghi ed anche alcuni degli studenti prima d'esser a sua volta ucciso da Sho per legittima difesa.
Sekiya invece, fino al giorno prima il mite addetto alla consegna dei pasti giornalieri, mette in pericolo la stessa sopravvivenza degli alunni nascondendo tutte le provviste.
In questa situazione disperata, senza più la guida di alcun adulto, Sho tenta di prendere in mano la situazione incaricandosi lui di garantire la sicurezza di tutti. Incontra Nishi, una ragazza bionda di quinta, che ha il misterioso potere psichico di collegarsi con la mente nel passato temporale; quando la madre di Sho, piena di rimorsi e disperata per la scomparsa del figlio, viene contatta dal ragazzo tramite il potere di Nishi, ecco che farà di tutto per poterlo aiutare preparando e sistemando diversi oggetti in vari luoghi del proprio tempo di modo che possano esser ritrovati ed utilizzati da Sho nel futuro.
Gli alunni incontrano via via difficili sfide nella loro lotta quotidiana in questo nuovo mondo, incontrando anche degli esseri mostruosi che si dimostrano subito ostili: vengono inoltre anche colpiti da una malattia mortale causata dalla carenza di cibo e acqua, oltre che da alcuni elementi delinquenziali del gruppo che iniziano a seminare discordia minacciandone così la fragile stabilità esterna.
Sho, assieme ai suoi compagni più fidati instaurano una specie di governo interno, ma non sono in grado comunque di salvare la maggior parte dei loro coetanei, che continuano a cadere nella miriade di pericoli che li circondano.
Alla fine Nishi cade in coma, ma i superstiti sono in grado di usare per un'ultima volta i suoi poteri per mandar qualcuno indietro nel presente: ma a seguito di una serie d'incidenti solamente Yu sarà in grado di tornar nel suo tempo. Rimasti così bloccati nel futuro, gli altri devono cercar d'adattarsi. Iniziano loro a capitar diversi fatti positivi che li lasciano ben sperare, promettendo un prossimo ritorno rigoglioso della vita sull'intero pianeta: sono destinati a rimanere lì cercando di ricostruire da zero il mondo a partir dalle ceneri del passato.

## Personaggi

### Protagonisti
- Sho Takamatsu: 10 anni. Figlio unico, vive assieme ai genitori con i quali ha rapporti piuttosto conflittuali. Emergerà rapidamente come capo naturale dei superstiti, non mancandogli coraggio e spirito d'iniziativa.
- Nishi Ayumi
- Sakiko
- Otomo
- Emiko Takamatsu
- Yu (Yuichi): 3 anni. Accompagna Sho nelle sue avventure e ricerche esplorative.

### Compagni di classe di Sho
- Ikegaki
- Hata
- Okubo
- Yoshida
- Yanase
- Koshikawa
- Mari
- Kyoko Aikawa
- Yamamoto
- Shinichi Yamada

### Alunni di sesta
- Otsuki
- Ishida
- Shibata
- Akabane
- Tashiro
- Nagata
- Tatsumi
- Ando
- Seino
- Hatsuta
- Murata

### Alunni di quinta
- Nakata
- Gamo

### Insegnanti
- Signor Wakabara
- Signor Sakura
- Direttore
- Signor Tanimura
- Signor Arakawa
- Signor Asai

### Estranei alla scuola
- Kyusaku Sekiya
- "Principessa"
- Hatsuko
- Tomeko
- "Scar Kid"
- I mutanti
- Basai

## Luoghi e avvenimenti

### Scuola Yamato
La scuola all'interno della quale Sho e tutti gli altri don stati teletrasportati nel futuro: si compone di alcuni edifici, tra cui un capannone di stoccaggio e lavorazione merci trasportato anch'esso nel futuro. L'istituto dispone poi di una piscina, utilizzata presto per l'approvvigionamento idrico; una palestra; un'aula/laboratorio per esperimenti di chimica e contenente acido cloridrico e cloroformio; una serra ed un pronto soccorso.
A partire dal 4° volume del manga essa vien denominata Nazione Yamato e viene attaccata da uno sciame di giganteschi insetti; nel 5° ha inizio un'epidemia di peste nera; nel 6° si comincia un'opera di coltivazione agricola ma si deve nel contempo affrontare un'improvvisa alluvione. Nel 7° volume le piante vengono infestate a uno strano fungo si apre una crepa nella piscina e viene costruito un pozzo per l'acqua corrente; nell'8° la scuola è sottoposta al controllo di Sekiya.
nel 9° tutto l'edificio viene convertito in una base militare protetta da filo spinato, dei mostri provenienti dal sottosuolo attaccano la scuola e Sekiya fugge in automobile portandosi dietro la maggior parte delle scorte alimentari presenti; in seguito la scuola è suddivisa in due parti sotto la sfera d'influenza rispettivamente di Sho e Otomo. Nel 10° volume viene abbandonata a causa del passaggio d'una tube tossica.

### Il Deserto
Originariamente Tokyo. Solo poche cose sono sopravvissute nel corso degli anni della precedente civiltà, tra cui: una lapide commemorativa; un albergo-grattacielo, le cui camere e pavimenti si sono trasformate in un sistema gigantesco di grotte; l'ospedale maggiore; la baia di Tokyo; un treno della metropolitana; il luna park.

## Temi trattati
Il manga si occupa di violenza e crudeltà degli istinti, ma anche della forma di vita all'interno d'una comunità ecologica. La psicologia dei personaggi è molto elaborata rendendolo simile (anche se molto diverso) per i temi affrontati al Signore delle mosche.

## Film: The Drifting Classroom
Un film Live Action, tratto dal manga, uscì nel 1987 in Giappone. Nel cast vennero aggiunti anche attori occidentali.